# Памятник Шиллеру (Калининград)
Памятник Шиллеру (нем. Schiller-Denkmal) — монумент, посвящённый немецкому поэту, философу и драматургу Фридриху Шиллеру, расположенный в городе Калининграде (до 1945 года — Кёнигсберге).

## История

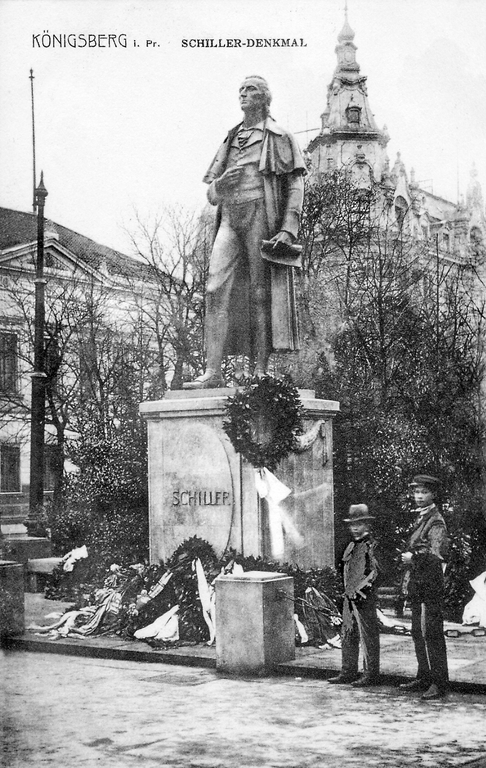
Открытка с изображением памятника в 1910 году

Бронзовый памятник был создан в 1910 году немецким скульптором, преподавателем кафедры скульптуры в Академии художеств Кёнигсберга, Станиславом Кауэром. Помимо памятника Шиллеру, авторству Кауэра принадлежит ряд других работ в городе: скульптура «Нимфа», «Мать и дитя», фонтан «Путти», рельефы на фасаде здания полицейского президиума и другие. Неизвестно, по какой причине в Кёнигсберге был установлен памятник, посвящённый Фридриху Шиллеру, не жившему в городе. По одной из версий, открытие памятника было приурочено к 100-летнему юбилею Кёнигсбергского городского театра (нем. Stadttheater Königsberg), который открылся в 1810 году постановкой Шиллера «Вильгельм Телль». 
В 1934 году памятник, первоначально установленный у Городского театра, перенесён в сквер перед Новым театром (нем. Neues Schauspielhaus).
Памятник пострадал от осколков снарядов во время авианалетов в 1944 году, но успешно пережил штурм города советскими войсками в 1945 году. По легенде, во время штурма на памятнике была сделана надпись на русском языке: «Не стреляй! Это свой!».
После Второй Мировой войны, в середине 50-х, памятник был отреставрирован. На постаменте была добавлена надпись на русском языке, а также годы жизни Шиллера.

## Современное состояние
По состоянию на 2017 год памятник Шиллеру является памятником монументального искусства Российской Федерации и охраняется государством. Монумент расположен в сквере на Театральной площади (на проспекте Мира), неподалеку от здания Калининградского драматического театра (бывшее здание Нового театра).